# هموسیستینوری
هموسیستینوری کلاسیک یا تیپ یک  Homocystinuria که با نام نقص سیستاتیونین بتا سنتاز نیز شناخته می‌شود، جزء ناهنجاری‌های متابولیسم اسیدهای آمینه است.

## علائم بالینی
- زمان تولد و دوره نوزادی: نوزاد معمولاً طبیعی است.
- دوره شیرخوارگی: در این دوره مالفورماسیون‌های اسکلتی بخصوص ژنووالگوم، والگوس در مچ پا و تقعر غیرطبیعی کف پا، انحراف پا به سمت داخل، بلند و باریک بودن احتمالی فرد و ظاهر مارفانوئید، نارسایی رشد جسمانی یا کوتاهی قد در برخی از بیماران، قفسه سینه قیفی شکل یا سینه کبوتری ممکن است مشاهده شود.
- دوران کودکی و بزرگسالی: نابجا بودن عدسی چشم یا دررفتگی آن که معمولاً به سمت پائین بوده و با لرزش عنبیه مشخص می‌شود تا اواخر دهه اول زندگی ظاهر می‌شود. عوارض این علامت به صورت دررفتگی عدسی بداخل اتاق قدامی و گلوکوم با انسداد پاپیلری می‌باشد. نزدیک بینی، آتروفی عصب بینایی، آب مروارید یا کنده شدن شبکیه سایر اختلالات چشمی هستند. رنگ عنبیه، پوست و موی بیمار ممکن است روشن تر از سایر اعضاء خانواده باشد. پوست ممکن است مالار راش، رنگ پریدگی و قرمزی و لیویدورتیکولاریس نشان دهد که در قسمت‌های انتهایی اندام‌ها شایع است. این نواحی ممکن است در لمس کاملاً سرد بوده و سایر شواهد بی‌ثباتی عروقی را نیز نشان دهند. با وجودی که عقب ماندگی ذهنی در بیماران شایع است، اما یافته ثابتی نیست و این موضوع احتمالاً نتیجه وجود یا عدم وجود بیماری ترومبوتیک یا عروقی در سیستم عصبی می‌باشد. در ۲۰٪ بیماران تشنج رخ می‌دهد. بسیاری از بیماران سکته مغزی یا فلج یک طرفه گذرا یا پایدار در اندام‌ها دارند. در مواردی که بیماران با ضعف یکطرفه اندام‌ها با یا بدون ادم پاپی مراجعه می‌کنند، شواهد انفارکتوس یافت شده‌است. تورتیکولی حمله‌ای و در تعداد کمی از موارد دیستونی نیز گزارش گردیده است. بیماری عروقی در این نقص شامل گرفتاری خود عروق و افزایش تمایل به انعقاد خون می‌باشد. سکته قلبی، انسداد شرائین یا وریدهای محیطی، آمبولی ریه و در یک سوم بیماران، بیماری عروقی مغزی دیده می‌شود.

## نقص آنزیمی
نقص در آنزیم سیستاتیونین سنتاز (کوفاکتور ویتامین ب ۶)

## توارث ژنتیکی
اتوزوم مغلوب.

## میزان بروز
به‌طور متوسط یک مورد در هر ۲۰۰ هزار تا ۳۰۰ هزار تولد زنده؛ در ایرلند, یک مورد در هر ۵۰ هزارتولد زنده، در دانمارک یک مورد در هر ۵۰۰ هزار و در ژاپن یک مورد در هر یک میلیون تولد زنده.

## روش تشخیص
- اسیدهای آمینه پلاسما: افزایش متیونین، افزایش شدید هموسیستئین (بیش از ۱۵۰ میکرومول در لیتر)، کاهش سیستئین
- ادرار: افزایش هموسیستین، آزمون سیانید نیتروپروساید مثبت
- آزمون غربالگری نوزادی: بالا بودن غلظت متیونین خون.

## درمان
۵۰ تا ۱۰۰ میلی گرم پیریدوکسین روزانه (تا ۵۰۰ میلی گرم روزانه بی خطر است) و ۱۰ میلی گرم اسید فولیک روزانه. در بیمارانی که به این درمان پاسخ نمی‌دهند، رژیم غذایی حاوی بتائین ۱۰۰ میلی گرم به ازای هر کیلوگرم وزن بیمار روزانه تجویز می‌شود (حداکثر سه بار و تا سه گرم روزانه). هیدروکسی کوبالامین خوراکی (از ۵ سالگی یک میلی گرم روزانه) و ویتامین ث ۱۰۰ میلی گرم روزانه بایستی تجویز شود. مداخلات اورتوپدی برای مشکلات اسکلتی و استفاده از عینک یا مداخله جراحی جهت تصحیح مشکلات عدسی لازم است.

## هدف درمان
حفظ سطح هموسیستئین پلاسما در محدوده کمتر از ۳۰ میلی مول در لیتر است که البته تا ۶۰ میلی مول در لیتر هم رضایت بخش می‌باشد.

## عوارض
در صورت عدم درمان بیماری، پوکی استخوان فراگیر در نیمی از بیماران تا پایان دهه دوم زندگی رخ می‌دهد که منجر به بروز شکستگی‌های ناشی از فشرده شدن شدید مهره‌ها و بروز قوز و اسکولیوز می‌گردد. در یک بررسی در نیمی از بیماران بزرگسال اختلالات روانی نظیر اسکیزوفرنی، افسردگی یا اختلالات شخصیتی یافت شده‌است.

## آزمون تشخیص قبل از تولد
بررسی آنزیم در آمنیوسیتهای کشت شده